# 제 칼랑가
파울로 바티스타 느심바(포르투갈어: Paulo Batista Nsimba, 1983년 10월 12일, 앙골라 루안다)는 제 칼랑가(포르투갈어: Zé Kalanga)라는 애칭을 가진 앙골라의 전 축구 선수로, 현역 시절 포지션은 윙어였다.
그는 이란과의 2006년 FIFA 월드컵 조별리그 최종전에서 여러 모로 좋은 모습을 보이면서 1-1 무승부를 이끌어냈고, 이 활약으로 그 경기의 맨 오브 더 매치 (Man of the match)에 선정되었다.